# Lamnatibia andina
Lamnatibia andina är en stekelart som beskrevs av Edgard E. Palacio och Saaksjarvi 2007. Lamnatibia andina ingår i släktet Lamnatibia och familjen brokparasitsteklar. Inga underarter finns listade i Catalogue of Life.